# Зденко Кожул
Зденко Кожул (хорв. Zdenko Kožul; 21 травня 1966, Бихач) — хорватський шахіст i шаховий тренер, у 1992—1993 роках представник Боснії і Герцеговини, гросмейстер від 1989 року.

## Шахова кар'єра
Першим значним успіхом Кожула було здобуття в 1982 році звання чемпіона світу серед юнаків до 16 років. Від середини 1980-х років належав до когорти провідних югославських шахістів (у 1989 і 1990 роках двічі перемагав на чемпіонаті тієї країни). 1988 року поділив 1-ше місце на турнірі за швейцарською системою в Шибенику, крім того в 1990 році переміг (разом із Володимиром Єпішиним) на турнірі за круговою системою у Франкфурті-на-Майні. У 1994, 2000 i 2003 роках тричі перемагав на меморіалі Васі Пірца в Мариборі. У 2002 році поділив 1-ше місце на відкритому турнірі в Новій Гориці а також переміг на відкритому чемпіонаті Боснії і Герцеговини в Неумі. 2003 року переміг у Задарі. У 2004 році поділив 1-ше місце в Новій Гориці й Любляні. Записав до свого активу також добрий виступ у Триполі на чемпіонаті світу ФІДЕ, що проходив за нокаут-системою. На ньому переміг, зокрема, Сергія Рублевського та Михайла Гуревича і потрапив до 4-го раунду, в якому поступився Веселинові Топалову. 2005 року переміг у Джаково а також поділив 2-ге місце на чемпіонаті Хорватії у Вуковарі. 2006 року поділив 1-ше місце в Загребі, поділив 1-2-ге місце на чемпіонаті Хорватії в Кутині. Також на цей рік припадає найвищий успіх в кар'єрі до того часу — звання чемпіона Європи в особистому заліку, яке він здобув у Кудашасах.
Увага: список успіхів неповний (поповнити від 2007 року).
Неодноразово представляв Югославію, Боснію і Герцеговину а також Хорватію на командних змаганнях, зокрема:
- дванадцять разів на шахових олімпіадах (1990, 1994, 1996, 1998, 2000, 2002, 2004, 2006, 2008, 2010, 2012, 2014); медаліст: в особистому заліку — бронзовий (1990 — на 3-й шахівниці)[3],
- на командному чемпіонаті світу (1997)[4],
- дев'ять разів на командних чемпіонатах Європи (1992, 1997, 1999, 2001, 2003, 2005, 2007, 2009, 2013)[5],

Найвищий рейтинг Ело дотепер мав станом на 1 жовтня 2004 року, досягнувши 2640 пунктів, посідав тоді 56-е місце в світовій класифікації ФІДЕ, водночас посідав перше місце серед хорватських шахістів.

## Зміни рейтингу
| На цьому місці має відображатися графік чи діаграма, однак з технічних причин його відображення наразі вимкнено. Будь ласка, не видаляйте код, який викликає це повідомлення. Розробники вже працюють для того, щоби відновити штатне функціонування цього графіка або діаграми. | |
| | На цьому місці має відображатися графік чи діаграма, однак з технічних причин його відображення наразі вимкнено. Будь ласка, не видаляйте код, який викликає це повідомлення. Розробники вже працюють для того, щоби відновити штатне функціонування цього графіка або діаграми. |